# Kari Alitalo
Kari Kustaa Alitalo, född 21 maj 1952 i Kuopio, är en finländsk läkare och forskare.
Alitalo blev medicine och kirurgie doktor 1981. Han arbetade 1981–1983 tillsammans med nobelpristagarna J. Michael Bishop och Harold E. Varmus i San Francisco. Han var 1988–1993 professor i molekyl- och cancerbiologi vid Helsingfors universitet och blev 1993 forskarprofessor vid Finlands Akademi.
Alitalo studerar reglering av cellernas tillväxt, onkogener, angiogenes och signaltransduktion vid forskningsenheten för molekyl- och cellbiologi vid Haartmaninstitutet vid Helsingfors universitet. Hans insatser inom cancerforskningen har fått stor internationell uppmärksamhet. Han har försökt reda ut de grundläggande mekanismerna vid uppkomsten av cancer. Den av honom ledda forskningsgruppen har som mål att förhindra cancertumörer att bilda nya blodkärl och på så vis bromsa tumörernas tillväxt. Gruppen har isolerat och analyserat ett flertal nya tillväxtfaktorer och receptorer.
Alitalo har belönats med Anders Jahres medicinska pris 1993, Matti Äyräpää-priset 1998 och Fernströmstiftelsens Nordiska Pris 2005. Han kallades år 1991 till ledamot av Finska Vetenskapsakademien  och år 2007 till ledamot av Finska Vetenskaps-Societeten. År 2011 kallades han till utländsk ledamot av Kungliga Vetenskapsakademien.